# Leon Antczak
Leon Antczak (ur. 28 marca 1897 w Sokolnikach, zm. 29 czerwca 1936 w Pas de Calais) – bombardier Armii Wielkopolskiej i Wojska Polskiego II Rzeczypospolitej, kawaler Orderu Virtuti Militari.

## Życiorys
Urodził się w Sokolnikach w rodzinie Onufrego i Józefy z Owczarzaków. 
W 1915 wcielony do armii niemieckiej, walczył na froncie zachodni.
27 grudnia wstąpił do Armii Wielkopolskiej i w szeregach 3 pułku artylerii polowej wziął udział w powstaniu wielkopolskim. Walczył między innymi pod Zdziechową i Nakłem.
Od czerwca 1919 razem z 12 baterią 14 pułku artylerii polowej walczył na froncie polsko-ukraińskim a później polsko-bolszewickim.
Wiosną 1921 przeniesiony do rezerwy, wrócił do Wielkopolski i zamieszkał w Gnieźnie. 
We wrześniu 1922 wyjechał do Francji. W Pas de Calais pracował w kopalni jako górnik.
Zginął w wypadku.
Miał syna Bolesława i córkę Janinę.

## Odznaczenia
- Krzyż Srebrny Orderu Virtuti Militari (3464)[a]